# 3208 Lunn
3208 Lunn è un asteroide della fascia principale. Scoperto nel 1981, presenta un'orbita caratterizzata da un semiasse maggiore pari a 3,1181368 UA e da un'eccentricità di 0,1117357, inclinata di 2,33754° rispetto all'eclittica.